# فندق البستان
فندق البستان هو فندق يقع في بيروت، لبنان والذي تم افتتاحه في عام 1967.

## مهرجان البستان الدولي للموسيقى والفنون
يقام مهرجان البستان الدولي للموسيقى والفنون في الفندق سنويًا منذ عام 1994. ميرنا البستاني هي مؤسسة المهرجان.